# Gyakuten saiban
Gyakuten saiban (逆転裁判?) è un film del 2012 diretto da Takashi Miike.
La pellicola giapponese è basata sul videogioco Phoenix Wright: Ace Attorney, prodotto da Capcom, avente come protagonista l'avvocato Phoenix Wright.

## Trama
L'opera è ambientata in un futuro in cui, a causa dell'elevata escalation di crimini, il normale processo è stato sostituito da un nuovo sistema giuridico che prevede una forma abbreviata di dibattimento della durata di tre giorni.
Nel suo primo caso, Phoenix Wright si trova a difendere il suo amico d'infanzia Larry Butz. Solo con l'aiuto di Mia Fey il giovane avvocato riuscirà a scagionare Larry dall'accusa di omicidio. Mia nel frattempo sta indagando sul caso DL-6 che, alcuni anni prima, ha coinvolto sua madre, la sensitiva Misty Fey. Quando convoca Phoenix nel suo studio viene trovata morta dall'avvocato e dalla sorella, Maya Fey, che viene considerata colpevole del delitto.
Nonostante in tribunale Phoenix debba scontrarsi con il procuratore Miles Edgeworth, discepolo di Manfred von Karma, riesce ad ottenere un verdetto di non colpevolezza per Maya. Phoenix torna quindi a studiare le carte del processo DL-6 ma, durante la notte di Natale, Miles Edgeworth viene accusato dell'omicidio di Robert Hammond. Poiché il suo ruolo di procuratore ha attirato le ire degli avvocati, l'unico legale che si offre di difenderlo è Phoenix che, insieme al detective Gumshoe, crede nella sua innocenza.
In tribunale Wright non solo riesce a dimostrare l'innocenza di Edgeworth, ma riesce a far luce anche sul caso avvenuto 15 anni prima, riguardante la morte dell'avvocato Gregory Edgeworth, padre di Miles.
Nei titoli di coda, Phoenix saluta Maya che prende il treno per tornare nel suo villaggio natale e si confronta nuovamente con Miles in un'aula di tribunale.

## Produzione

### Cast
Nel film sono presenti i cameo del regista Takashi Miike e di Shū Takumi.

## Distribuzione
Il film è uscito in Giappone l'11 febbraio 2012.
Il regista Takashi Miike ha dichiarato che ci sono piani per il doppiaggio del film in tutte le lingue e con la corrispettiva traduzione data dalla versione del gioco.

## Differenze con il videogioco
Nonostante siano mantenuti alcuni elementi tipici del videogioco, il registro processuale è stato sostituito da immagini olografiche che mostrano le prove durante i processi.
La trama del film si concentra principalmente sugli episodi "Un caso paranormale" e "Ombre dal passato" di Phoenix Wright: Ace Attorney, oltre alla menzione iniziale di "Banco di prova" in cui vengono introdotti i personaggi di Larry Butz e Mia Fey. Nel lungometraggio Phoenix Wright non prende parte al caso "La caduta del samurai", sebbene sia presente il personaggio di Dee Vasquez nel processo di Edgeworth.
Sono presenti altre modifiche relative allo svolgersi degli eventi nel videogioco: ad esempio viene rimosso il personaggio di April May e alterata l'ambientazione dell'omicidio di Gregory Edgeworth. Al termine del film sono inoltre presenti riferimenti all'episodio "Un triste addio", contenuto nel seguito Phoenix Wright: Ace Attorney - Justice for All.